# Yakudza vicarius
Yakudza vicarius — вид метеликів з родини Червиці (Cossidae), єдиний у складі роду Yakudza. Поширений на території Китаю, Росії та Японії. Довжина передніх крил самця — 18—23 мм, самки — 27—31 мм. Вид у 1865 році описав Френсіс Вокер (англ. Francis Walker) і його включали до складу роду Cossus (під назвою Cossus vicarius Walker, 1865), але у 2006 році російський ентомолог Роман Яковлєв зарахував його до монотипового роду Yakudza, який назвали на честь представників традиційної форми організованої злочинності в Японії, татуювання яких є дещо схожим на забарвлення цього метелика.